# Särkijoki (vattendrag i Finland, Lappland, lat 67,82, long 23,72)
Särkijoki är ett vattendrag i Finland.   Det ligger i landskapet Lappland, i den norra delen av landet, 900 km norr om huvudstaden Helsingfors. Särkijoki ligger vid sjön Kangosjärvi.